# Marcon Bezzina
Marcon Bezzina (11 de septiembre de 1985) es un judoka de Malta.
Ella originalmente compitió en la categoría de peso ligero (-57 kg). Compitió en los Juegos Olímpicos de Atenas 2004, en la que perdió su primer partido, llegó a la ronda de repechaje, pero perdió de nuevo. Más adelante se cambió a la media de peso medio (-63 kg). Ella ganó una medalla de bronce en el Campeonato de 2006 en los Juegos de la Mancomunidad, y fue la abanderada de Malta en los Juegos Olímpicos de Pekín 2008. En el torneo olímpico que perdió su primer partido, y no llegó a la repesca.